# Душа людини за соціалізму
«Душа людини за соціалізму» (англ. The Soul of Man under Socialism) — есе ірландського письменника Оскара Вайлда, написане в 1891 році, опубліковане на сторінках журналу «The Fortnightly Review» у лютому того ж року. В ньому він роз'яснює світогляд лібертарного соціалізму та критикує благодійність. Написання «Душі людини за соціалізму» слідувало Вайлдовому наверненню у філософію анархістів, після прочитання творів Петра Кропоткіна.
У «Душі людини за соціалізму» Вайлд аргументує, що «більшість людей руйнують своє життя нездоровим та надмірним альтруїзмом – вони, фактично, вимушені це робити»: замість того, щоб усвідомити свої істинні таланти, вони руйнують своє життя, вирішуючи соціальні проблеми, спричинені капіталізмом. Таким чином, турботливі люди «з чудовими, але разом з тим невірно спрямованими намірами, з повною серйозністю та сентиментальністю пропонують себе для лікування зла, що зустрічається на їхньому шляху. Але ці ліки не зціляють хвороби, вони лишень відстрочують її», адже, як це бачить Вайлд, «справжня мета полягає у спробі побудувати суспільство на таких засадах, де бідність не мала б жодних шансів».

## Огляд
Вайлд вважає, що доброта та альтруїзм не є запорукою розв'язання суспільних проблем, а «альтруїзм по-справжньому перешкоджає здійсненню цього наміру. Саме тому, найгіршими рабовласниками були ті, хто уважно ставився до своїх рабів, таким чином позбавляючи їх можливості усвідомити весь жах цієї системи. У нинішній Англії, найбільшу шкоду роблять ті люди, які намагаються творити добро», водночас дотримуючись старої системи.
Оскар Вайлд, «Душа людини за соціалізму» , 1891
Вайлд надавав великого значення людській душі; коли він аналізував причини та наслідки бідності у «Людській душі за соціалізму», його турбували не тільки матеріальний добробут бідняків, але й те, як суспільство не дозволяє їм досягти розуміння власного «я». Він вводить образ Ісуса з Назарету як символ вищого індивідуалізму. Вайлд захищає соціалізм, який, за його словами, «цінуватиметься саме тому, що він призведе до індивідуалізму» і «перетворивши приватну власність у народне багатство, відновить суспільство до придатного стану цілком здорового організму та гарантуватиме кожному члену суспільства матеріальну стабільність».
Вайлд дослідив політичний стан, що необхідний для повної самореалізації та відданості людини мистецтву. Він стверджував, що «Мистецтво — це індивідуалізм, тривожна і руйнівна сила. В цьому полягає його безцінне значення. Воно розбиває стереотипи, рабство звичок, тиранію повсякденності та зведення людини до рівня машини».
Вайлд надає особливої ваги розмежуванню між «індивідуалістичним» та «авторитарним» соціалізмом, виступаючи за більш ліберальний підхід. «Нам потрібен індивідуалізм. Якщо соціалізм буде авторитарним, якщо влада триматиме у своїх руках економічні потужності, так само як зараз політичні, якщо, одним словом, ми матимемо індустріальну тиранію, тоді становище людини в останньому випадку буде гірше за попереднє».
За соціалізму люди зможуть усвідомити свої таланти; «кожен член суспільства розділятиме загальне процвітання та щастя суспільного ладу». Вайлд говорив, що «соціалізм цінуватиметься саме тому, що він призведе до індивідуалізму», оскільки люди більше не боятимуться бідності та голоду. Індивідуалізм, своєю чергою, захистив би громадян від урядів, що тримають важелі влади у своїх руках. Проте, Вайлд захищав некапіталістичний індивідуалізм: «звичайно, можна стверджувати, що індивідуалізм, утворений за умов приватної власності, не завжди є зразковим» (критика цілком доречна). У Вайлдовій уяві, соціалізм звільнив би людей від ручної праці та дозволив би їм присвятити свій час творчим пошукам, таким чином розвиваючи свою душу. Він закінчує своє есе наступною заявою: «Новий індивідуалізм — це новий еллінізм».

## Підґрунтя
Вайлд почав цікавитися соціалізмом завдяки його дружбі з Бернардом Шоу. Цілком можливо, що саме Шоу запросив Вайлда відвідати зібрання організації «Товариство Фабіана», коли митець Волтер Крейн 6 липня 1888 року виголосив свою промову про «Перспективи мистецтва при соціалізмі» (англ. The Prospects of Art under Socialism), адже Роберт Росс пізніше «здивував» Шоу, сказавши, що Оскар Вайлд написав своє есе «Душа людини за соціалізму» як відповідь на промову Крейна. Є ще великі шанси того, що Вайлду доводилося слухати лекції й самого Бернарда Шоу. У 1889 році Вайлд написав рецензію на співаник «Пісні праці: пісенник народу» (англ. Chants of Labour: A Song-Book of the People), в якій чітко дав зрозуміти, що соціалізм є новою рушійною силою мистецтва.
Часто зазначається, що Вайлд написав «Душу людини за соціалізму» внаслідок прочитання творів Петра Кропоткіна. У своєму листі «De profundis», Вайлд описує його як «чоловіка з прекрасною білосніжною душею Христа, що наче гряде до нас з Росії». Історик анархізму, Джордж Вудкок у 1962 році оцінив Вайлдове есе як найамбітніший внесок у літературу анархізму 1890-х рр. Проте, Вудкок зазначив, що у «Душі людини за соціалізму» простежується більший вплив Ґодвіна, радше ніж Кропоткіна. Дж. Д. Томас, своєю чергою, вказував на розбіжності між Вайлдовим романтичним індивідуалізмом та Ґодвіновим «типовим раціоналізмом XVIII століття». Вайлдове есе має більше спільного з «Новинами звідусіль» (англ. News From Nowhere) Вільяма Морріса, аніж з «Політичною справедливістю» (англ. Political Justice) Ґодвіна.
У 1873 році, під час опитування французького літературного журналу «Ермітаж» (фр. L’Ermitage), Вайлд назвав себе «митцем та анархістом». Коли Бернард Шоу організував петицію на підтримку профспілкових активістів, що були залучені до бунту на Гаймаркеті 1886 року, Вайлд був одним із перших, хто підписав її.

## Сприйняття

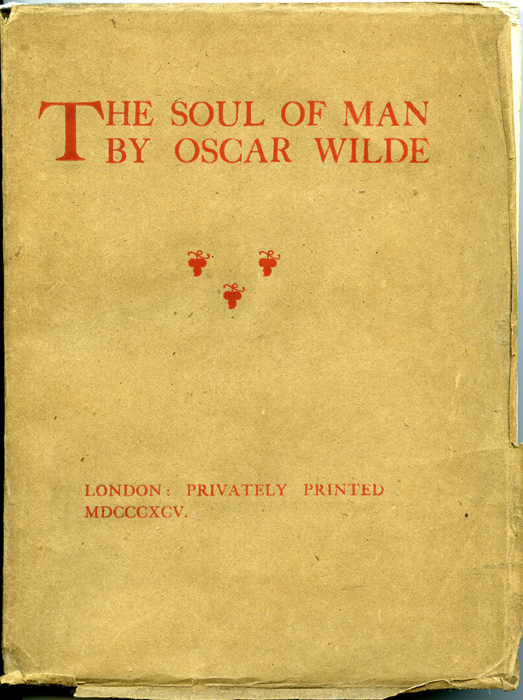
Видання 1895 року зі скороченою назвою «Душа людини»

Джордж Орвел назвав Вайлдове бачення соціалізму утопічним та анархічним. Зокрема, Орвел вважав невірними два припущення Вайлда: 1. Те, що світ надзвичайно багатий і страждає тільки через неправильний розподіл цього багатства. 2. Те, що всю ручну працю можуть виконувати машини.
Британський філософ та історик Пітер Г'ю Маршалл написав об'ємну (840 сторінок) працю про анархізм «Вимагаючи неможливого» (англ. Demanding the Impossible), на сторінках якої він називає Оскара Вайлда «британським борцем за свободу», чий лібертатний соціалізм є найдивовижнішим зі всіх варіантів анархізму та соціалізму. Маршал далі вказує на те, що тогочасні фабіанські та марксистські соціалісти сміялися над Вайлдовими моральними та соціальними переконаннями, але, як стверджував Бернард Шоу, Оскар сміявся останнім, адже його ще довго будуть пам'ятати, коли всіх інших забудуть.
Британський історик літератури Мет'ю Бомонт називає Вайлда представником утопізму пізньої вікторіанської епохи. Він, проте, зазначає, що «Душа людини за соціалізму» місить суперечливі утопічні твердження, адже Вайлд зухвало критикує існуючі умови, але водночас постулює те, що розуміння минувшини перебуває у залежності від поступового розгортання індивідуальної свободи, за якої сьогодення залишається частково незмінним.
Літературознавець Емілі Йонссон зазначила, що Вайлд написав своє есе у той час, коли виникло масове промислове виробництво, саме тому у Вайлдовій утопії індустріалізм та романтизм виконують взаємовиключну роль: один існує задля служіння іншому.
Політичний філософ Славой Жижек поділяє Вайлдове інтелектуальне презирство до благодійності, зазначаючи, що підтримка життя бідняків ніколи не розв'яже саму проблему бідності. Він цитує відповідні уривки з есе Вайлда у своїх лекціях та книзі.

## Публікації
Вперше есе було надруковане у журналі «The Fortnightly Review» у лютому 1891 року. Воно ще раз вийшло друком у 1895 році, саме у той час, коли Вайлда ув'язнили за «сороміцьку непристойність». Це приватне лімітоване видання, тиражем у 50 примірників та зі скороченою назвою «Душа людини», було здійснене Артуром Гамфрі. Як пише Ґреґорі Макі, Гамфрі скористався можливістю поборотися з несправедливістю та покритикувати вирок суду.
Після смерті Вайлда, у 1904 році, той же Артур Гамфрі надрукував есе «Душа людини» під іменем Себастіан Мелмот (один з псевдонімів Вайлда). У 1908 році, Роберт Росс вмістив есе разом з «Намірами» у зібране видання творів Вайлда.